# Zakl (gmina Braslovče)
Zakl – wieś w Słowenii, w gminie Braslovče. 1 stycznia 2017 liczyła 57 mieszkańców.